# يوما
يوما (بالإنجليزية: Yuma, Arizona) هي مدينة تقع في مقاطعة يوما، أريزونا بولاية أريزونا في الولايات المتحدة. تأسست عام 1914، تبلغ مساحة هذه المدينة 276.4 (كم²)، وترتفع عن سطح البحر 43 م، بلغ عدد سكانها 93064 نسمة في عام 2010 حسب إحصاء مكتب تعداد الولايات المتحدة وتصل الكثافة السكانية فيها 280.6 نسمة/كم2.

## التركيبة السكانية
حدّد مكتب تعداد الولايات المتحدة بيانات التركيبة السكانية ليوما في تعداد الولايات المتحدة. في ما يلي، التركيبة السكانية حسب تعدادي 2000 و2010.

### تعداد عام 2000
بلغ عدد سكان يوما 77,515 نسمة بحسب تعداد عام 2000، وبلغ عدد الأسر 26,649 أسرة وعدد العائلات 19,618 عائلة مقيمة في المدينة. في حين سجلت الكثافة السكانية 247.9 نسمة لكل كيلومتر مربع (642.1/ميل2). وبلغ عدد الوحدات السكنية 34,475 وحدة بمتوسط كثافة قدره 110.3 لكل كيلومتر مربع (285.7/ميل2).
وتوزع التركيب العرقي للمدينة بنسبة 68.33% من البيض و3.21% من الأمريكيين الأفارقة و1.51% من الأمريكيين الأصليين و1.50% من الأمريكيين ذوي الأصول الآسيوية و0.19% من سكان جزر المحيط الهادئ و21.36% من الأعراق الأخرى و3.90% من عرقين مختلطين أو أكثر و45.67% من الهسبانيون أو اللاتينيون من أي عرق.
بلغ عدد الأسر 26,649 أسرة كانت نسبة 42.4% منها لديها أطفال تحت سن الثامنة عشر تعيش معهم، وبلغت نسبة الأزواج القاطنين مع بعضهم البعض 56.6% من أصل المجموع الكلي للأسر، ونسبة 13.1% من الأسر كان لديها معيلات من الإناث دون وجود شريك، بينما كانت نسبة 4% من الأسر لديها معيلون من الذكور دون وجود شريكة وكانت نسبة 26.4% من غير العائلات. تألفت نسبة 21.7% من أصل جميع الأسر من عدة أفراد يعيشون في نفس المنزل ونسبة 9.8% كانت تتألف من شخص يعيش بمفرده يبلغ من العمر 65 عاماً أو أكثر. وبلغ متوسط حجم الأسرة المعيشية 2.79، أما متوسط حجم العائلات فبلغ 3.27.
بلغ العمر الوسطي للسكان 31.2 عاماً. وكانت نسبة 29.5% من القاطنين تحت سن الثامنة عشر، وكانت نسبة 9.6% بين الثامنة عشر والرابعة والعشرين عاماً، ونسبة 26.4% كانت واقعةً في الفئة العمرية ما بين الخامسة والعشرين والرابعة والأربعين عاماً، ونسبة 17.3% كانت ما بين الخامسة والأربعين والرابعة والستين، ونسبة 13.1% كانت ضمن فئة الخامسة والستين عاماً فما فوق. يوجد لكل 100 أنثى 94.6 ذكر، ويوجد لكل 100 أنثى في الثامنة عشر من عمرها فما فوق 90.7 ذكر.
بلغ متوسط دخل الأسرة في المدينة 35,374 دولارًا، أما متوسط دخل العائلة فبلغ 39,693 دولارًا. وكان متوسط دخل الذكور 29,465 دولارًا مقابل 23,847 دولارًا للإناث. وسجل دخل الفرد الخاص بالمدينة 16,730 دولارًا. وكانت نسبة 12.1% من العائلات ونسبة 14.7% من السكان تحت خط الفقر، وكان من هؤلاء نسبة 20.4% تحت سن الثامنة عشر ونسبة 7.8% في الخامسة والستين من العمر وما فوق.

### تعداد عام 2010
بلغ عدد سكان يوما 93,064 نسمة بحسب تعداد عام 2010، وبلغ عدد الأسر 30,714 أسرة وعدد العائلات 22,458 عائلة مقيمة في المدينة. في حين سجلت الكثافة السكانية 297.7 نسمة لكل كيلومتر مربع (771.0/ميل2). وبلغ عدد الوحدات السكنية 38,626 وحدة بمتوسط كثافة قدره 123.6 لكل كيلومتر مربع (320.1/ميل2).
وتوزع التركيب العرقي للمدينة بنسبة 68.78% من البيض و3.23% من الأمريكيين الأفارقة و1.77% من الأمريكيين الأصليين و1.86% من الأمريكيين ذوي الأصول الآسيوية و0.22% من سكان جزر المحيط الهادئ و19.60% من الأعراق الأخرى و4.54% من عرقين مختلطين أو أكثر و54.84% من الهسبانيون أو اللاتينيون من أي عرق.
بلغ عدد الأسر 30,714 أسرة كانت نسبة 42.3% منها لديها أطفال تحت سن الثامنة عشر تعيش معهم، وبلغت نسبة الأزواج القاطنين مع بعضهم البعض 52.2% من أصل المجموع الكلي للأسر، ونسبة 15.5% من الأسر كان لديها معيلات من الإناث دون وجود شريك، بينما كانت نسبة 5.4% من الأسر لديها معيلون من الذكور دون وجود شريكة وكانت نسبة 26.9% من غير العائلات. تألفت نسبة 21.8% من أصل جميع الأسر من عدة أفراد يعيشون في نفس المنزل ونسبة 9.2% كانت تتألف من شخص يعيش بمفرده يبلغ من العمر 65 عاماً أو أكثر. وبلغ متوسط حجم الأسرة المعيشية 2.86، أما متوسط حجم العائلات فبلغ 3.36.
بلغ العمر الوسطي للسكان 31.3 عاماً. وكانت نسبة 28.2% من القاطنين تحت سن الثامنة عشر، وكانت نسبة 12.7% بين الثامنة عشر والرابعة والعشرين عاماً، ونسبة 26% كانت واقعةً في الفئة العمرية ما بين الخامسة والعشرين والرابعة والأربعين عاماً، ونسبة 20.5% كانت ما بين الخامسة والأربعين والرابعة والستين، ونسبة 12.7% كانت ضمن فئة الخامسة والستين عاماً فما فوق. وتوزع التركيب الجنسي للسكان بنسبة 50.8% ذكور و49.2% إناث.

## توأمة
ليوما اتفاقيات توأمة مع:
- فرانكفورت (1997 - )

## أعلام
- ريان بيدفورد
- تشارلز برينلي
- سيزار تشافيز
- رون جيسي
- كيرلي كالب
- مارك هوبكينز جونيور
- كورتيس لي
- سيدني غراندي
- هنري هولمز

## وصلات خارجية
- http://www.YumaAZ.gov/